# Every Best Single 2
Every Best Single 2 es el tercer álbum compilatorio de grandes éxitos de la banda Every Little Thing lanzado el 10 de septiembre del 2003 bajo el sello Avex Trax.

## Información
El álbum es la continuación de Every Best Single +3 de 1999, conteniendo desde el sencillo "Pray", hasta el vigésimo primer sencillo lanzado el 2003 "FUNDAMENTAL LOVE" puestos dentro del álbum en forma cronológica. En primeras ediciones del álbum fue editado junto a un DVD que incluía el video promocional (PV) de FUNDAMENTAL LOVE, aparte de imágenes de como fue grabado el video, y también un pequeño documental sobre la banda. Ediciones posteriores dejaron de incluir el DVD. Cabe destacar también que en algunos países de Asia donde los DVD no son tan masivos también fue incluido este material de bonus, pero en formato VCD.
El número 2 del título del álbum puede interpretarse de varias formas. Uno podría ser (y el más oficial) es por el regalo de dos canciones más que trae el álbum, que son dos grabaciones acústicas de sencillos antiguos de la banda; otro podría ser el cambio que sufrió la banda tras la salida de Mitsuru Igarashi, y que ahora en ELT son sólo dos miembros; y también el número represente que es la segunda compilación de sencillos de la banda.

## Canciones

### CD
1. «Pray»
2. «sure»
3. «Rescue me»
4. «Ai no kakera» (愛のカケラ?)
5. «fragile»
6. «Graceful World»
7. «jump»
8. «KIWOKU» (キヲク?)
9. «Sasayaka na Inori» (ささやかな祈り?)
10. «UNSPEAKABLE»
11. «nostalgia»
12. «Grip!»
13. «FUNDAMENTAL LOVE» (ファンダメンタル・ラブ?)
14. «For the moment» (Acoustic Version)
15. «Deatta koro no you ni» (出逢った頃のように?) (Acoustic Version)
(dentro del álbum los créditos de las versiones acústicas están escritas en katakana, o sea así: アコースティックバージョン (Akousuteikku Baijon = Acoustic Version)

### DVD (Edición Limitada)
1. FUNDAMENTAL LOVE (ファンダメンタル・ラブ?) (PV)
2. Recording Scene
3. Live & Documentary Scene Digest

- Datos: Q3311340